# Nesohedyotis
Nesohedyotis é um género botânico pertencente à família Rubiaceae.
Possui uma única espécie, Nesohedyotis arborea (Roxb.) Bremek. (1952). É nativa da ilha de Santa Helena.

## Taxonomia
Nesohedyotis arborea foi descrita por (Roxb.) Bremek. e publicada em Verhandelingen der Koninklijke Nederlandsche Akademie van Wetenschappen. Afdeeling Natuurkunde 48(2): 152, no ano de 1952.
Sinonimia
- Hedyotis arborea Roxb. - basónimo
- Oldenlandia arborea (Roxb.) K.Schum. [3]